# Centro (Camarões)
Centro (em francês:  Centre; em inglês:  Centre) é uma região dos Camarões, cuja capital é a cidade de Yaoundé. Sua população em 2005 era 3 098 044 habitantes.

## Etnologia
|  |

## Departamentos
Lista dos departamentos da província com suas respectivas capitais entre parênteses:
|  | - Haute-Sanaga (Nanga-Eboko) - Lekié (Monatele) - Mfoundi (Yaoundé) - Mbam-et-Inoubou (Bafia) - Mbam-et-Kim (Ntui) - Mefou-et-Afamba (Mfou) - Mefou-et-Akono (Ngoumou) - Nyong-et-Kéllé (Eséka) - Nyong-et-Mfoumou (Akonolinga) - Nyong-et-Soo (Mbalmayo) |

Outras cidades da província além das capitais acima: Nkoteng, Obala e Mbandjock.

## Demografia
| 1976      | 1987      | 2005      |
| 1 176 743 | 1 651 600 | 3 098 044 |